# Шахово (деревня, Урицкий район)
Шахово — деревня в Урицком районе Орловской области России.
Входит в состав Архангельского сельского поселения.

## География
Расположена севернее деревни Курниково. Северо-восточнее деревни Шахово находится железнодорожная станция Шахово.
В Шахово имеется одна улица — Гуськова, рядом с деревней проходит просёлочная дорога.

## Население
| 2010 |
| ---- |
| 10   |